# Marcel Appiah
Marcel Appiah (Schwelm, 26 maart 1988) is een Duits-Ghanees voetballer die bij voorkeur als rechtsback speelt. 

## Clubcarrière

### Duitsland
Appiah speelde onder meer in de jeugd bij FC Schalke 04 en VfL Bochum maar brak niet door. Hij debuteerde als senior bij TSG Sprockhövel in de Oberliga Westfalen. Een jaar later kwam hij bij het tweede team van Arminia Bielefeld en vanaf 2010 bij het eerste team waarvoor hij tot 2014 bijna honderd wedstrijden speelde.

### N.E.C.
In de zomer van 2014 liep hij stage bij het Nederlandse N.E.C.. Die club maakte op 26 juli bekend dat Appiah een jaar in Nijmegen zou spelen. Hij werd dat seizoen met N.E.C. kampioen van de Jupiler League. Ondanks zijn status als publiekslieveling bij N.E.C. werd zijn contract niet verlengd. Pas in juni 2015 werd bekend dat hij een nieuw contract tekende dat hem tot de zomer van 2016 bij N.E.C. hield.
In dit seizoen werd hij als rechtsback voorbij gestreefd door Todd Kane. Trainer Ernest Faber besloot hem daarom als rechtsbuiten en rechtsmidden te laten spelen. Hij kwam dit seizoen uiteindelijk tot 23 van de 34 mogelijke wedstrijden. In de zomer werd zijn contract opnieuw niet verlengd. 

### VfL Osnabrück
Nadat onder meer een stage bij Heart of Midlothian FC geen contract opleverde, tekende Appiah op 22 augustus 2016 een tweejarig contract bij VfL Osnabrück dat uitkomt in de 3. Liga.

### Birmingham Legion
Nadat zijn contract medio 2018 afliep, zat hij een half jaar zonder club. Vanaf 2019 speelt hij in de Verenigde Staten voor Birmingham Legion FC dat debuteert in de USL Championship. Hij kwam tot drie wedstrijden voor de club.

### VfR Aalen en VfB Oldenburg
In juli 2019 sloot Appiah aan bij VfR Aalen dat uitkomt in de Regionalliga Südwest. In 2021 ging hij naar VfB Oldenburg in de Regionalliga Nord.

## Clubstatistieken

### Beloften
| Seizoen         | Club                 | Competitie        | Competitie | Competitie |
| Seizoen         | Club                 | Competitie        | Wed.       | Dlp.       |
| --------------- | -------------------- | ----------------- | ---------- | ---------- |
| 2008/09         | Arminia Bielefeld II | NRW-Liga          | 23         | 0          |
| 2009/10         | Arminia Bielefeld II | NRW-Liga          | 27         | 0          |
| 2010/11         | Arminia Bielefeld II | Regionalliga West | 13         | 1          |
| 2011/12         | Arminia Bielefeld II | NRW-Liga          | 1          | 0          |
| Beloften totaal | Beloften totaal      | Beloften totaal   | 64         | 1          |

| Seizoen         | Club              | Competitie           | Competitie | Competitie | Beker | Beker | Overig | Overig | Totaal | Totaal |
| Seizoen         | Club              | Competitie           | Wed.       | Dlp.       | Wed.  | Dlp.  | Wed.   | Dlp.   | Wed.   | Dlp.   |
| --------------- | ----------------- | -------------------- | ---------- | ---------- | ----- | ----- | ------ | ------ | ------ | ------ |
| 2007/08         | TSG Sprockhövel   | Oberliga Westfalen   | 19         | 1          | 0     | 0     | –      | –      | 19     | 1      |
| 2008/09         | Arminia Bielefeld | 2. Bundesliga        | 0          | 0          | 0     | 0     | –      | –      | 0      | 0      |
| 2009/10         | Arminia Bielefeld | 2. Bundesliga        | 2          | 0          | 0     | 0     | –      | –      | 2      | 0      |
| 2010/11         | Arminia Bielefeld | 2. Bundesliga        | 18         | 1          | 0     | 0     | –      | –      | 18     | 1      |
| 2011/12         | Arminia Bielefeld | 3. Liga              | 23         | 1          | 5     | 1     | –      | –      | 28     | 2      |
| 2012/13         | Arminia Bielefeld | 3. Liga              | 31         | 3          | 5     | 0     | –      | –      | 36     | 3      |
| 2013/14         | Arminia Bielefeld | 2. Bundesliga        | 32         | 0          | 2     | 0     | 2      | 0      | 36     | 0      |
| 2014/15         | N.E.C.            | Eerste divisie       | 27         | 0          | 2     | 0     | –      | –      | 29     | 0      |
| 2015/16         | N.E.C.            | Eredivisie           | 23         | 0          | 1     | 0     | –      | –      | 24     | 0      |
| 2016/17         | VfL Osnabrück     | 3. Liga              | 32         | 0          | 3     | 0     | –      | –      | 35     | 0      |
| 2017/18         | VfL Osnabrück     | 3. Liga              | 29         | 0          | 3     | 0     | –      | –      | 32     | 0      |
| 2019            | Birmingham Legion | Championship         | 3          | 0          | 0     | 0     | –      | –      | 3      | 0      |
| 2019/20         | VfR Aalen         | Regionalliga Südwest | 21         | 0          | 1     | 1     | –      | –      | 22     | 1      |
| 2020/21         | VfR Aalen         | Regionalliga Südwest | 23         | 0          | 3     | 0     | –      | –      | 26     | 0      |
| 2021/22         | VfB Oldenburg     | Regionalliga Nord    | 26         | 1          | 1     | 0     | 2      | 0      | 29     | 1      |
| 2022/23         | VfB Oldenburg     | 3. Liga              | 31         | 0          | 2     | 0     | –      | –      | 33     | 0      |
| 2023/24         | VfB Oldenburg     | Regionalliga Nord    | 20         | 0          | 1     | 0     | –      | –      | 21     | 0      |
| Senioren totaal | Senioren totaal   | Senioren totaal      | 360        | 7          | 29    | 2     | 4      | 0      | 393    | 9      |
| Carrièretotaal  | Carrièretotaal    | Carrièretotaal       | 424        | 8          | 29    | 2     | 4      | 0      | 457    | 10     |

## Erelijst
N.E.C.
- Kampioen Eerste divisie

2014/15

## Persoonlijk
Appiah is een van de weinige voetballers die vwo gedaan heeft. Binnen anderhalf jaar sprak hij goed Nederlands en hij denkt aan een studie Rechten als hij stopt met voetballen. 